# Форкола
Форкола (італ. Forcola) — муніципалітет в Італії, у регіоні Ломбардія,  провінція Сондріо.
Форкола розташована на відстані близько 530 км на північний захід від Рима, 85 км на північний схід від Мілана, 16 км на захід від Сондріо.
Населення — 820 осіб (2014).

## Демографія
Населення за роками:

Станом на 1 січня 2023 року в муніципалітеті офіційно проживали 34 іноземці з 10 країн, серед них 4 громадяни країн Євросоюзу та 3 громадяни України.

## Сусідні муніципалітети
- Арденно
- Бульйо-ін-Монте
- Колорина
- Фузіне
- Таламона
- Тартано